# Adolf von Heinleth
Adolf Ritter von Heinleth (24 de octubre de 1823 - 26 de febrero de 1895) fue un general de infantería bávaro y ministro de la guerra durante los reinados de Luis II de Baviera y Otón de Baviera.

## Biografía
Von Heinleth nació en Múnich como hijo de un consejero judicial (Appellations-Gerichtsrat). Empezó su carrera militar en el Regimiento Real Bávaro de Infantería de Guardias. Después de pasar una carrera como oficial de compañía, a partir de 1858 con el rango de Hauptmann, pasó a Mayor del Estado Mayor en 1866. Durante la Guerra franco-prusiana sirvió con el rango de Oberstleutnant, posteriormente con el rango de Oberst, como jefe del Estado Mayor del I Cuerpo Real Bávaro, que era liderado por el General Von der Tann. Después de avanzar a Mayor General y Brigadier permaneció con la brigada de ocupación en Metz después de 1875. En 1878 pasó a ser Jefe del Estado Mayor del Ejército y en 1882 ascendió a Teniente General y comandante de división, antes de servir como ministro de guerra entre el 1 de mayo de 1885 y el 9 de mayo de 1890. Ritter von Heinleth se retiró por motivos de salud. Murió en Múnich, donde fue enterrado en el Antiguo Cementerio del Sur.

## Reconocimientos
- Orden Militar de Max Joseph